# Cobra (album)
Pour les articles homonymes, voir Cobra (homonymie).
Cobra est un double album de John Zorn paru sur le label Hathut en 1987 en vinyle, puis en CD en 1991 (avec quelques titres supplémentaires). Il a été réédité en 2002. Le premier disque présente un enregistrement studio (Radio City Studios, New York, 9 mai 1986); le deuxième un enregistrement public (Renselaer Polytechnic Institute, New York, 21 octobre 1985).
La pièce Cobra est la game piece[Quoi ?] la plus connue et la plus jouée de John Zorn. Il n'y a pas de notation musicale pour cette pièce, et elle n'a pas été publiée. Elle est conçue pour être jouée par un groupe d'improvisateurs qui répondent aux consignes d'un prompteur. Ces consignes sont données à l'aide de cartes. Les musiciens peuvent prendre certaines initiatives ou proposer certaines directions, toujours encadrés par cet ensemble de règles.

## Titres
| CD1 : Version studio | CD1 : Version studio  | CD1 : Version studio | CD1 : Version studio | CD1 : Version studio | CD1 : Version studio | CD1 : Version studio | CD1 : Version studio | CD1 : Version studio | CD1 : Version studio |
| No                   | Titre                 | Durée                |                      |                      |                      |                      |                      |                      |                      |
| -------------------- | --------------------- | -------------------- | -------------------- | -------------------- | -------------------- | -------------------- | -------------------- | -------------------- | -------------------- |
| 1.                   | Opening               | 0:59                 |                      |                      |                      |                      |                      |                      |                      |
| 2.                   | Allegro               | 4:32                 |                      |                      |                      |                      |                      |                      |                      |
| 3.                   | Largo                 | 6:13                 |                      |                      |                      |                      |                      |                      |                      |
| 4.                   | Moderato              | 7:42                 |                      |                      |                      |                      |                      |                      |                      |
| 5.                   | Fantasia              | 3:44                 |                      |                      |                      |                      |                      |                      |                      |
| 6.                   | Presto                | 1:39                 |                      |                      |                      |                      |                      |                      |                      |
| 7.                   | Adagio Maestoso       | 2:40                 |                      |                      |                      |                      |                      |                      |                      |
| 8.                   | Violento              | 4:16                 |                      |                      |                      |                      |                      |                      |                      |
| 9.                   | Allegro Scorrevole    | 2:35                 |                      |                      |                      |                      |                      |                      |                      |
| 10.                  | Capricciocongusto     | 4:40                 |                      |                      |                      |                      |                      |                      |                      |
| 11.                  | False Start / Giocoso | 0:52                 |                      |                      |                      |                      |                      |                      |                      |
| 12.                  | Scherzo               | 5:47                 |                      |                      |                      |                      |                      |                      |                      |
| 13.                  | Maestoso Meccanico    | 1:22                 |                      |                      |                      |                      |                      |                      |                      |
| 14.                  | Variations / Furioso  | 8:40                 |                      |                      |                      |                      |                      |                      |                      |
| 15.                  | Epilogue              | 3:44                 |                      |                      |                      |                      |                      |                      |                      |
| 59:25                |                       |                      |                      |                      |                      |                      |                      |                      |                      |

| CD2 : Version live | CD2 : Version live  | CD2 : Version live | CD2 : Version live | CD2 : Version live | CD2 : Version live | CD2 : Version live | CD2 : Version live | CD2 : Version live | CD2 : Version live |
| No                 | Titre               | Durée              |                    |                    |                    |                    |                    |                    |                    |
| ------------------ | ------------------- | ------------------ | ------------------ | ------------------ | ------------------ | ------------------ | ------------------ | ------------------ | ------------------ |
| 1.                 | Prologue / Maestoso | 6:05               |                    |                    |                    |                    |                    |                    |                    |
| 2.                 | Capriccio           | 13:23              |                    |                    |                    |                    |                    |                    |                    |
| 3.                 | Prestissimo         | 14:04              |                    |                    |                    |                    |                    |                    |                    |
| 4.                 | Lento / Mysterioso  | 9:29               |                    |                    |                    |                    |                    |                    |                    |
| 5.                 | Allegro             | 10:24              |                    |                    |                    |                    |                    |                    |                    |
| 53:25              |                     |                    |                    |                    |                    |                    |                    |                    |                    |

## Personnel
- Disque 1 (Version studio)
- Jim Staley – trombone
- Carol Emanuel – harpe
- Zeena Parkins – harpe
- Bill Frisell – guitare
- Elliott Sharp – guitar double manche/basse, soprano, voix
- Arto Lindsay – guitare, voix
- Anthony Coleman – piano, clavecin, celesta, orgue Yamaha
- Wayne Horvitz – piano, orgue Hammond, celesta, DX7
- David Weinstein – clavier échantillonnage, celesta
- Guy Klucevsek – accordéon
- Bob James – bandes
- Christian Marclay – platines
- Bobby Previte – percussions
- John Zorn – prompteur
- Disque 2 (Version live)
- J.A. Deane – trombone synthétiseur, electronique
- Bill Frisell – guitare
- Elliott Sharp – dguitar double manche/basse, voix
- Anthony Coleman – piano, orgues, orgue Yamaha
- Wayne Horvitz – piano, DX7
- David Weinstein – clavier échantillonnage
- Guy Klucevsek – accordéon
- Bob James – bandes
- Christian Marclay – platines
- Bobby Previte – boîtes à rythmes
- John Zorn – prompteur